# IC 367
IC 367 је елиптична галаксија у сазвјежђу Еридан која се налази на листи објеката дубоког неба у Индекс каталогу.
Деклинација објекта је - 14° 46' 50" а ректасцензија 4h 20m 41,0s. Привидна величина (магнитуда) објекта IC 367 износи 13,4 а фотографска магнитуда 14,4. IC 367 је још познат и под ознакама MCG -2-12-1, PGC 14917.